# Dave Kahn
Dave Kahn, né le 14 octobre 1910 à Duluth et mort le 3 juillet 2008 à Woodland Hills, est un compositeur de musiques de films.

## Filmographie
- 1952 : Hopalong Cassidy (série télévisée)
- 1953 : Vigilante Terror
- 1957 : The Unknown Terror
- 1957 : Back from the Dead
- 1957 : M Squad (série télévisée)
- 1957 : The Restless Gun (série télévisée)
- 1957 : Tragique odyssée (Copper Sky)
- 1957 : Ride a Violent Mile
- 1958 : The Cool and the Crazy
- 1958 : Blood Arrow (en)
- 1958 : Desert Hell
- 1959 : Island of Lost Women
- 1961 : Monsieur Ed, le cheval qui parle ("Mister Ed") (série télévisée)
- 1971 : Bearcats! (série télévisée)